# 다카오카시
다카오카시(일본어: 高岡市)는 일본 도야마현 북서부에 있는 시이다. 도야마현 서부(다카오카 도시권)의 중심지이다. 면적은 도야마시, 난토시, 구로베시, 다테야마정, 가미이치정, 히미시, 아사히정에 이어 현내 8위이며 인구는 도야마시에 이어 현내 2위이다.
현재의 시가지는 일찍이 다카오카성의 성시로 번성하였고 북부의 후시키 지구는 엣추국의 국부였다. 1889년 4월 1일에 시가 성립해 일본 최초의 시 중 하나가 되었다. 산업 도시로 발전했고 오늘날에는 알루미늄 새시 생산액이 일본에서 가장 높은 것으로 알려져 있다. 도야마 지역과 함께 신산업도시로 지정된 지역이었다. 또 전통 공예도 번성하여 다카오카 동기와 다카오카 칠기 등 전통 공예품이 유명하다. 상업 면에서는 일찍이 "호쿠리쿠의 상업도시"로 불리고 있었지만 최근에는 중심 상가 등에서 교외 쇼핑센터나 가나자와시로의 고객 유출이 심각하다.

## 지리
면적은 209.38km2로 도야마현 면적의 약 5%를 차지하고 있다. 면적의 구성은 36.22km2가 택지, 56.92km2가 농지, 22.7km2가 산림, 2.21km2가 원야, 85.44km2가 공유지(공원 등), 5.89km2가 황무지로 이루어져 있다. 또 다카오카시는 남북으로 19.2km, 동서로 24.5km에 걸쳐 있다. 둘레는 125.9km인데 해안선의 총 길이가 일본에서 3번째로 짧은 도야마현(147km)임을 생각하면 비슷한 정도의 길이이다.
도야마현의 4개 시(히미시, 오야베시, 도나미시, 이미즈시), 이시카와현의 2개 정(쓰바타정, 호다쓰시미즈정)을 합해 6개 시정과 인접한다.

### 지형
인접하는 히미시와의 경계에서 시 남서부(후쿠오카 지구)에 걸쳐 150m~300m 정도의 산들이 늘어서 있고 특히 히미시 주변의 후타가미산을 중심으로 하는 후타가미산 구릉에는 높은 산이 모여 있다. 또 쇼가와강과 고야베강이 흐르고 지류가 시내를 누비고 있다. 작은 하천도 포함하면 10여 개의 하천이 시내를 흐르고 있다. 일본의 물가 100선에도 선정되어 있는 아마하라시 해안이 북부에 있다. 해수욕장이 북적거려 여름철은 해수욕으로 활기찬다. 또 바다에는 다카오카시의 유일한 섬인 오토코이와(男岩)가 있다. 가까운 곳에는 온나이와(女岩)라는 바위도 있는데 이곳은 다테야마 연봉과 겹치는 풍경으로 유명하다.
중심부 및 북부에서 동부까지는 이미즈 평야의 일부이고 한편으로 도나미 평야의 일부인 서부에서 남부까지는 일부에서 산거촌(散居村)의 풍경도 볼 수 있다.

### 기후
동해 연안 기후에 포함되며 도야마현 전역이 폭설 지대인 만큼 겨울에 눈이 많다. 해에 따라서는 폭설이 내리기도 해 2006년 폭설 때 최심적설량 104cm를 기록했다. 2005년의 평균 기온은 13.8°C, 평균 습도는 74%, 연강수량은 약 2,698.0mm, 일조 시간은 1544.7시간이었다.
| 다카오카시의 기후                                            | 다카오카시의 기후 | 다카오카시의 기후 | 다카오카시의 기후 | 다카오카시의 기후 | 다카오카시의 기후 | 다카오카시의 기후 | 다카오카시의 기후 | 다카오카시의 기후 | 다카오카시의 기후 | 다카오카시의 기후 | 다카오카시의 기후 | 다카오카시의 기후 | 다카오카시의 기후 |
| 월                                                           | 1월               | 2월               | 3월               | 4월               | 5월               | 6월               | 7월               | 8월               | 9월               | 10월              | 11월              | 12월              | 연간              |
| ------------------------------------------------------------ | ----------------- | ----------------- | ----------------- | ----------------- | ----------------- | ----------------- | ----------------- | ----------------- | ----------------- | ----------------- | ----------------- | ----------------- | ----------------- |
| 역대 최고 기온 °C (°F)                                       | 20.3 (68.5)       | 23.3 (73.9)       | 25.6 (78.1)       | 32.0 (89.6)       | 32.5 (90.5)       | 37.3 (99.1)       | 38.3 (100.9)      | 39.7 (103.5)      | 38.5 (101.3)      | 34.1 (93.4)       | 28.9 (84.0)       | 23.5 (74.3)       | 39.7 (103.5)      |
| 일평균 최고 기온 °C (°F)                                     | 6.0 (42.8)        | 7.0 (44.6)        | 11.3 (52.3)       | 16.7 (62.1)       | 21.6 (70.9)       | 24.7 (76.5)       | 29.1 (84.4)       | 30.9 (87.6)       | 26.6 (79.9)       | 21.2 (70.2)       | 15.3 (59.5)       | 9.3 (48.7)        | 18.3 (64.9)       |
| 일일 평균 기온 °C (°F)                                       | 2.9 (37.2)        | 3.3 (37.9)        | 6.6 (43.9)        | 11.7 (53.1)       | 16.8 (62.2)       | 20.8 (69.4)       | 25.1 (77.2)       | 26.7 (80.1)       | 22.7 (72.9)       | 17.0 (62.6)       | 11.1 (52.0)       | 5.7 (42.3)        | 14.2 (57.6)       |
| 일평균 최저 기온 °C (°F)                                     | 0.2 (32.4)        | 0.1 (32.2)        | 2.5 (36.5)        | 7.3 (45.1)        | 12.7 (54.9)       | 17.8 (64.0)       | 22.3 (72.1)       | 23.5 (74.3)       | 19.4 (66.9)       | 13.3 (55.9)       | 7.4 (45.3)        | 2.6 (36.7)        | 10.8 (51.4)       |
| 역대 최저 기온 °C (°F)                                       | −12.1 (10.2)      | −11.3 (11.7)      | −8.7 (16.3)       | −2.6 (27.3)       | 1.8 (35.2)        | 8.5 (47.3)        | 12.7 (54.9)       | 14.0 (57.2)       | 8.4 (47.1)        | 1.8 (35.2)        | −0.9 (30.4)       | −8.7 (16.3)       | −12.1 (10.2)      |
| 평균 강수량 mm (인치)                                        | 272.7 (10.74)     | 161.6 (6.36)      | 150.6 (5.93)      | 121.9 (4.80)      | 115.4 (4.54)      | 159.4 (6.28)      | 223.8 (8.81)      | 194.2 (7.65)      | 205.0 (8.07)      | 161.2 (6.35)      | 221.3 (8.71)      | 294.0 (11.57)     | 2,281 (89.80)     |
| 평균 강설량 cm (인치)                                        | 107 (42)          | 71 (28)           | 15 (5.9)          | 1 (0.4)           | 0 (0)             | 0 (0)             | 0 (0)             | 0 (0)             | 0 (0)             | 0 (0)             | 0 (0)             | 46 (18)           | 238 (94)          |
| 평균 강수일수 (≥ 0.5 mm)                                     | 24.4              | 19.8              | 17.8              | 13.6              | 11.8              | 11.0              | 13.7              | 10.9              | 14.1              | 13.9              | 18.4              | 23.3              | 192.7             |
| 평균 강설일수                                                | 21.0              | 17.6              | 9.2               | 1.3               | 0.0               | 0.0               | 0.0               | 0.0               | 0.0               | 0.0               | 1.0               | 12.4              | 62.6              |
| 평균 상대 습도 (%)                                           | 81                | 77                | 71                | 69                | 72                | 79                | 80                | 77                | 77                | 75                | 76                | 80                | 76                |
| 평균 월간 일조시간                                           | 61.1              | 85.7              | 137.6             | 176.4             | 204.6             | 158.8             | 160.3             | 205.5             | 147.3             | 146.3             | 104.6             | 66.8              | 1,650.1           |
| 출처: 일본 기상청 (평년값: 1991년~2020년, 극값: 1887년~현재) |                   |                   |                   |                   |                   |                   |                   |                   |                   |                   |                   |                   |                   |

## 인구
| 연도 | 인구    | ±%    |
| ---- | ------- | ----- |
| 1970 | 170,841 | —     |
| 1980 | 186,900 | +9.4% |
| 1990 | 187,869 | +0.5% |
| 2000 | 185,682 | −1.2% |
| 2010 | 176,061 | −5.2% |
| 2020 | 166,393 | −5.5% |

## 역사

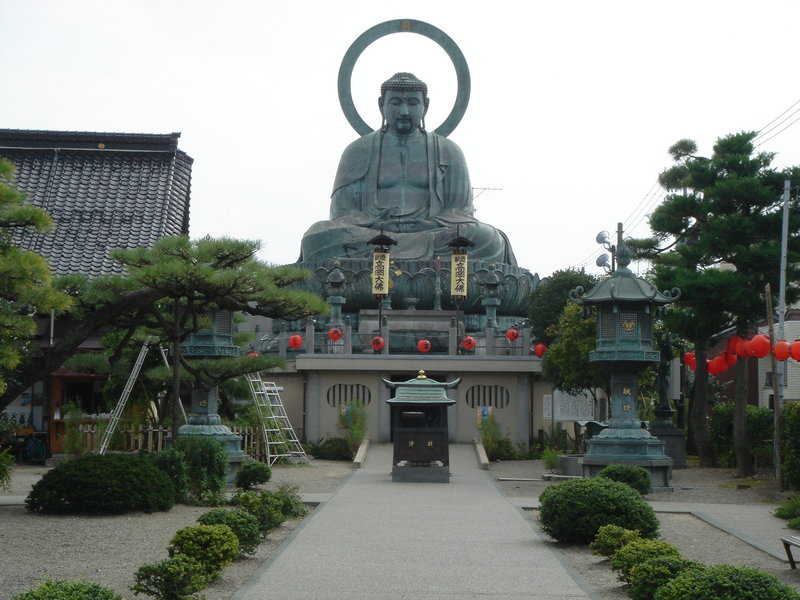
다카오카의 대불

고대에 다카오카의 교외는 엣추국의 국부였고 그 때문에 746년에 고쿠시로 오토모노 야카모치가 부임해 재임한 5년 동안 매우 뛰어난 시가를 남겼다. 이것은 다카오카시가 “만엽의 마을”로 불리는 이유이며 현재도 열리고 있는 다카오카 만엽 축제의 메인 이벤트인 만엽집 전 20권 낭송회에도 계승되고 있다.
근세가 되자 1609년에 가자 지방 영주 마에다 도시나가가 다카오카성에 들어와 "다카오카" 마을이 열렸다. 이 1609년의 마을 성립으로 근세 다카오카의 문화가 시작되었다. 마을이 성립될 당시에는 5,000명에도 못 미치는 사람들로 구성되어 있었고 성 주위와 남쪽의 대지에 사무라이 저택이 배치되어 있었다. 하지만 1615년의 1국 1성령에 의해 다카오카성은 사라져 버렸다. 당시 "성이 없는 성시(조카마치)는 쇠퇴한다"라고 여겨졌지만 마에다 도시쓰네가 "다카오카 사람들의 전출을 규제해 상업도시로의 전환을 도모한다"며 시행한 정책이 효과를 보았기 때문에 다카오카는 발전하기 시작해 다카오카의 “상공업 마을” 역사가 시작되었다. 다카오카 동기와 다카오카 칠기 등도 이때부터 시작되었다.
근대에는 1889년 4월 1일에 아오모리현의 히로사키시 등 일본 전역의 30개 지역과 함께 시로 승격하여 일본 최초의 시 중 하나인 “다카오카시”가 탄생하였다. 이때부터 후시키항(현 후시키토야마항)에서의 교역이 활발해졌다.
현대에는 2005년 11월 1일에 인접하는 후쿠오카정과 신설 합병해 새로운 “다카오카시"가 성립하였다. 도야마현 서부의 핵심 도시 역할을 완수할 수 있을지가 과제이다.

## 교통

### 철도
- 서일본 여객철도
  - 호쿠리쿠 신칸센
  - 히미선
  - 조하나선

- 아이노카제토야마 철도
  - 아이노카제토야마 철도선

- 만요선
  - 다카오카 궤도선
  - 신미나토코선

### 도로
- 노에쓰 자동차도
- 국도 제8호선
- 국도 제156호선
- 국도 제160호선
- 국도 제415호선

## 자매 도시
- 브라질 상파울루주 미란도폴리스
- 미국 인디애나주 포트웨인
- 중화인민공화국 랴오닝성 진저우시

## 미디어
일본 애니메이션 등장인물인 도라에몽의 고향으로 그려진다.